# 肯德尔·克罗斯
肯德尔·克罗斯（英語：Kendall Cross，1968年2月24日—），美国男子摔跤运动员。他曾代表美国参加1992年和1996年夏季奥林匹克运动会摔跤比赛，其中1996年奥运会获得一枚金牌。